# God Forbid
God Forbid war eine US-amerikanische Metalcore/Thrash-Metal-Band aus East Brunswick, New Jersey.

## Geschichte
God Forbid wurde 1998 gegründet; im gleichen Jahr erschien die Debüt-EP Out of Misery. Ein Jahr später folgte das Debütalbum Reject The Sickness bei 9 Volt Records. Das zweite Album Determination erschien 2001 über Century Media; 2004 folgte Gone Forever mit den Gastmusikern Jeff Loomis (Nevermore) und Michael Pinnella (Symphony X). Während der Tour 2005 und 2006 mit Trivium entstand das vierte, 2006 veröffentlichte Album IV: Constitution of Treason, ein Konzeptalbum über das Ende der Welt.
Im Jahr 2007 erfolgte mit Sickness and Misery ein Re-Release von Out of Misery und Reject the Sickness auf einer CD. Im Jahr 2009 erschien das Album Earthsblood, dessen Limited Edition eine Bonus-CD mit 13 Livesongs enthält, die im Februar 2007 im Starland Ballroom in Sayreville, New Jersey, aufgenommen wurden.
2009 verkündete Dallas Coyle, dass er die Band freundschaftlich verlassen werde, neuer Gitarrist wurde Matt Wicklund. Als im August 2013 Doc Coyle ebenfalls seinen Ausstieg bekanntgab, wurde von Corey Pierce verkündet, die Band habe sich getrennt. Byron Davis bestätigte dies.

## Diskografie

### Studioalben
- 1999: Reject the Sickness
- 2001: Determination
- 2004: Gone Forever
- 2005: IV: Constitution of Treason
- 2009: Earthsblood
- 2012: Equilibrium (Veröffentlichung am 30. März 2012)

### Weitere Veröffentlichungen
- 1998: Out of Misery (EP)
- 2003: Better Days (EP)
- 2006: To the Fallen Hero (limitierte Tour-Single)
- 2007: Sickness and Misery
- 2008: Beneath the Scars of Glory and Progression (DVD)
- 2009: Live at the Starland Ballroom (Bonus-CD zum Album Earthsblood)